# Quata
Quata, jedno od nestalih meksičkih plemena koje je zajedno s Matlatzincama, klasificirano porodici otomian, što je po Swantonu upitno. Drugi autori ih zbog slabo poznatog jezika također vode kao neklasificirane.